# Eugeniusz Hilary Sabaudzki-Carignano
Eugeniusz Hilary Sabaudzki-Carignano (wł. Eugenio Ilarione di Savoia-Carignano, ur. 21 października 1753 w Turynie, zm. 30 czerwca 1785 w Domart-sur-la-Luce) – syn księcia Carignano i pierwszym hrabią Villafranca.

## Życiorys
Eugeniusz Hilary Sabaudzki-Carignano był drugim synem (który dożył wieku dorosłego) w rodzinie księcia Ludwika Wiktora Sabaudzkiego-Carignano i Krystyny Henryki Heskiej-Rothenburg.
W dniu 20 października 1779 w Saint-Malo zawarł małżeństwo morganatyczne z francuską szlachcianką Elżbietą Anną Magon Boisgarin fr. Élisabeth Anne Magon de Boisgarin (22 lutego 1765 – 9 lipca 1834), córką koniuszego. To małżeństwo spowodowało wiele dyskusji, do czasu gdy zostało unieważnione przez parlament paryski, 7 października 1780, ale w dniu 28 października 1780 r. zostało uznane za ważne w dekrecie wydanym przez króla Sardynii, w którym monarcha jednak wykluczył przyszłe potomstwo Eugeniusza Hilarego z prawa do sukcesji. Para ponownie pobrała się oficjalnie, za zgodą króla Sardynii, w miejscowości Saint-Malo 22 stycznia 1781.
Małżeństwo miało syna:
- Józefa Marię wł. Giuseppe Maria, hrabiego Villafranca (1783–1825)[1][2]

Józef Maria obiął dziedzictwo z chwila śmierci ojca. Od 1911 spoczywa wraz z małżonką w Sanktuarium Prawdziwego Wotum Matki Bożej Łaskawej wł. Santuario Reale Votivo della Madonna delle Grazie w Racconigi.

## Odznaczenia
- Najwyższy Order Zwiastowania Najświętszej Marii Panny (Order Annuncjaty) w 1773[3].

## Rodowód
| Eugeniusz Hilary Sabaudzki-Carignano | Ojciec: Ludwik Wiktor Sabaudzki książę Carignano            | Dziadek po mieczu: Wiktor Amadeusz I Sabaudzki książę Carignano                 | Pradziadek po mieczu: Emanuel Filibert Sabaudzki książę Carignano                       | Prapradziadek po mieczu: Tomasz Franciszek Sabaudzki książę Carignano               |
| Eugeniusz Hilary Sabaudzki-Carignano | Ojciec: Ludwik Wiktor Sabaudzki książę Carignano            | Dziadek po mieczu: Wiktor Amadeusz I Sabaudzki książę Carignano                 | Pradziadek po mieczu: Emanuel Filibert Sabaudzki książę Carignano                       | Praprababka po mieczu: Maria Burbon-Soissons                                        |
| Eugeniusz Hilary Sabaudzki-Carignano | Ojciec: Ludwik Wiktor Sabaudzki książę Carignano            | Dziadek po mieczu: Wiktor Amadeusz I Sabaudzki książę Carignano                 | Prababka po mieczu: Maria Katarzyna z Este                                              | Prapradziadek po mieczu: Borso z Este                                               |
| Eugeniusz Hilary Sabaudzki-Carignano | Ojciec: Ludwik Wiktor Sabaudzki książę Carignano            | Dziadek po mieczu: Wiktor Amadeusz I Sabaudzki książę Carignano                 | Prababka po mieczu: Maria Katarzyna z Este                                              | Praprababka po mieczu: Hipolita z Este                                              |
| Eugeniusz Hilary Sabaudzki-Carignano | Ojciec: Ludwik Wiktor Sabaudzki książę Carignano            | Babka po mieczu: Maria Wiktoria Franciszka Sabaudzka                            | Pradziadek po mieczu: Wiktor Amadeusz II Sabaudzki król Sardynii                        | Prapradziadek po mieczu: Karol Emanuel II Sabaudzki książę Sabaudii                 |
| Eugeniusz Hilary Sabaudzki-Carignano | Ojciec: Ludwik Wiktor Sabaudzki książę Carignano            | Babka po mieczu: Maria Wiktoria Franciszka Sabaudzka                            | Pradziadek po mieczu: Wiktor Amadeusz II Sabaudzki król Sardynii                        | Praprababka po mieczu: Joanna Baptysta Sabaudzka księżniczka Nemours                |
| Eugeniusz Hilary Sabaudzki-Carignano | Ojciec: Ludwik Wiktor Sabaudzki książę Carignano            | Babka po mieczu: Maria Wiktoria Franciszka Sabaudzka                            | Prababka po mieczu: Joanna Baptysta z Albert księżniczka Luynes                         | Prapradziadek po mieczu: Ludwik-Karol z Albert książę Luynes                        |
| Eugeniusz Hilary Sabaudzki-Carignano | Ojciec: Ludwik Wiktor Sabaudzki książę Carignano            | Babka po mieczu: Maria Wiktoria Franciszka Sabaudzka                            | Prababka po mieczu: Joanna Baptysta z Albert księżniczka Luynes                         | Praprababka po mieczu: Anna z Rohan księżniczka Montbazon                           |
| Eugeniusz Hilary Sabaudzki-Carignano | Matka: Krystyna Henryka hrabianka Heska-Rheinfels-Rotenburg | Dziadek po kądzieli: Ernest Leopold hrabia (Landgraf) Heski-Rheinfels-Rotenburg | Pradziadek po kądzieli: Wilhelm I "Starszy" hrabia (Landgraf) Heski-Rheinfels-Rotenburg | Prapradziadek po kądzieli: Ernest hrabia (Landgraf) Heski-Rheinfelds-Rotenburg      |
| Eugeniusz Hilary Sabaudzki-Carignano | Matka: Krystyna Henryka hrabianka Heska-Rheinfels-Rotenburg | Dziadek po kądzieli: Ernest Leopold hrabia (Landgraf) Heski-Rheinfels-Rotenburg | Pradziadek po kądzieli: Wilhelm I "Starszy" hrabia (Landgraf) Heski-Rheinfels-Rotenburg | Praprababka po kądzieli: Maria Eleonora hrabianka do Solms-Lich-Hohensolms          |
| Eugeniusz Hilary Sabaudzki-Carignano | Matka: Krystyna Henryka hrabianka Heska-Rheinfels-Rotenburg | Dziadek po kądzieli: Ernest Leopold hrabia (Landgraf) Heski-Rheinfels-Rotenburg | Prababka po kądzieli: Maria Anna hrabianka Löwenstein-Wertheim                          | Prapradziadek po kądzieli: Ferdynand Karol hrabia Löwenstein-Wertheim-Rochefort     |
| Eugeniusz Hilary Sabaudzki-Carignano | Matka: Krystyna Henryka hrabianka Heska-Rheinfels-Rotenburg | Dziadek po kądzieli: Ernest Leopold hrabia (Landgraf) Heski-Rheinfels-Rotenburg | Prababka po kądzieli: Maria Anna hrabianka Löwenstein-Wertheim                          | Praprababka po kądzieli: Anna Maria hrabianka Fürstenberg                           |
| Eugeniusz Hilary Sabaudzki-Carignano | Matka: Krystyna Henryka hrabianka Heska-Rheinfels-Rotenburg | Babka po kądzieli: Eleonora Maria Anna hrabianka Löwenstein-Wertheim-Rochefort  | Pradziadek po kądzieli: Maksymilian Karol Albert książę Löwenstein-Wertheim-Rochefort   | Prapradziadek po kądzielio: Ferdynand Karol hrabia Löwenstein-Wertheim-Rochefort    |
| Eugeniusz Hilary Sabaudzki-Carignano | Matka: Krystyna Henryka hrabianka Heska-Rheinfels-Rotenburg | Babka po kądzieli: Eleonora Maria Anna hrabianka Löwenstein-Wertheim-Rochefort  | Pradziadek po kądzieli: Maksymilian Karol Albert książę Löwenstein-Wertheim-Rochefort   | Praprababka po kądzieli: Anna Maria hrabianka Fürstenberg                           |
| Eugeniusz Hilary Sabaudzki-Carignano | Matka: Krystyna Henryka hrabianka Heska-Rheinfels-Rotenburg | Babka po kądzieli: Eleonora Maria Anna hrabianka Löwenstein-Wertheim-Rochefort  | Prababka po kądzieli: Maria Poliksena z Belasi hrabianka do Lichtenberg                 | Prapradziadek po kądzieli: Mateusz Khuen z Belasi hrabia do Lichtenberg (& Gandegg) |
| Eugeniusz Hilary Sabaudzki-Carignano | Matka: Krystyna Henryka hrabianka Heska-Rheinfels-Rotenburg | Babka po kądzieli: Eleonora Maria Anna hrabianka Löwenstein-Wertheim-Rochefort  | Prababka po kądzieli: Maria Poliksena z Belasi hrabianka do Lichtenberg                 | Praprababka po kądzieli: Anna Zuzanna z Meggau do Kreutzen                          |